# Giorgio Rocca
Giorgio Rocca (rođen 6. kolovoza 1975. u mjestu Chur, Švicarska) je talijanski alpski skijaš, specijalist za slalom.
Zajedno s Marcom Girardellijem i Ingemarom Stenmarkom, jedan je od 3 skijaša koji su uspjeli osvojiti 5 slaloma svjetskog kupa zaredom. Giorgio Roca je to postigao u sezoni 2005./2006. godine. Jedino je Alberto Tomba osvojio više slaloma zaredom - 7. Trenutno je peti po broju slalomskih pobjeda, s ukupno 11 pobjeda.
Položio je prisegu u ime svih natjecatelja na otvaranju Zimskih olimpijskih igara 2006. u talijanskom Torinu.

## Vanjske poveznice
- ROCCA, Giorgio na stranicama Svjetskog skijaškog saveza (engl.)